# إسكندر نعمة
إسكندر نعمة (1936-) هو كاتب سوري، ولد في دمشق، وهو عضو في اتحاد الكتاب العرب - سوريا، حصل على إجازة في اللغة العربية من جامعة دمشق في 1964.

## مؤلفات
صدرت له عدة أعمال أدبية منها:
- عطاء السنابل، قصص قصيرة للناشئة، وزارة الثقافة 1978.
- لن يموت الحب، قصص قصيرة للناشئة، وزارة الثقافة 1981.
- انتظار للفرح القادم، قصص قصيرة، دار الشيخ 1985.[2]
- أجمل ما في الحياة، قصص قصيرة للناشئة، دار الأهالي 1989.
- عيون تعشق المطر، قصص قصيرة، اتحاد الكتاب العرب 1991.[3]
- متى يزهر الياسمين، قصص قصيرة، دار الأهالي للدراسات والنشر، دمشق 1997.[4]
- رحلة إلى مرافئ النجوم، قصص قصيرة، اتحاد الكتاب العرب، دمشق، 1997.[5]
- شواطئ الأحلام : قصص قصيرة، اتحاد الكتاب العرب، ، دمشق، 2000.[6]
- شراع الأمنيات الدافئة : قصص قصيرة، اتحاد الكتاب العرب، ، دمشق، 2002.[7]
- ألحان الروابي : قصص، اتحاد الكتاب العرب، دمشق، 2007.[8]

## جوائز
- الجائزة الأولى لمسابقة قصة الأطفال، بيروت، النادي العربي 1976.
- الجائزة الثالثة لمسابقة القصة القصيرة، الطائف، منتدى الطائف الأدبي، 1990
- الجائزة الأولى لمسابقة القصة القصيرة، دمشق، اتحاد الكتاب العرب، 1993.
- الجائزة الثالثة لمسابقة القصة القصيرة، دمشق، اتحاد الكتاب العرب، فرع دمشق 1994.
- الجائزة التقديرية لمسابقة القصة القصيرة، دمشق، المستشارية الثقافية الإيرانية، 1996.